# بطولة ويمبلدون 1991
هنا قائمة ببطولات ويمبلدون سنة 1991:

## الكبار

### فردي رجال
ميكائيل ستيتش هزم  بوريس بيكر 6-4 7-6(7-4) 6-4

### فردي سيدات
شتيفي جراف هزم  غابرييلا ساباتيني 6-4 3-6 8-6

### زوجي رجال
جون فيتزجيرالد (تنس) و أندرس جاريد هزم  خافيير فرانا و ليندرو لافال 6-3 6-4 6-7(7-9) 6-1

### زوجي سيدات
لاريسا نيلاند و نتاشا زفريفا هزم  جيجي فرنانديز و يانا نوفوتنا 6-4 3-6 8-6

### زوجي مختلط
جون فيتزجيرالد (تنس) و إليزابيث سمايلي هزم  جيم بف و ناتاليا زفيريفا 7-6(7-4) 6-2

## الشباب

### فردي أولاد
توماس إنكفيست هزم  مايكل جويس 6-4 6-3

### فردي بنات
باربرا رايتنر هزم  إيلينا ماكاروفا 6-7(6-8) 6-2 6-3

### زوجي أولاد
كريم العلمي و غريغ روسديسكي هزم  جون لافني دي جاجر و أندريه ميدفيديف 1-6 7-6(7-4) 6-4

### زوجي بنات
كاترين باركلي و Limor Zaltz هزم  Joanne Limmer و أنجي ولكوك 6-4 6-4